# 森万里子
森 万里子（もり まりこ）は、日本の美術家。

## 概要
1990年代の作品は、作者自身が登場する写真やビデオ映像によるものが主で、アニメの登場人物やサイボーグに扮した森自身が奇抜なファッションで街中や地下鉄の車内に登場している。そのほか、縄文時代のストーン･サークルをモチーフにしたインスタレーションや映像体験型の大型インスタレーションなどがある。1996年頃からは仏教、曼荼羅など日本人としてのアイデンティティを強く意識した映像体験型の大型インスタレーションなどを手掛けている。1990年代半ばからニューヨークを拠点に作品を発表している。
両親は、経済学者の森敬と美術史家の森洋子。父方の祖父は森ビル創業者である森泰吉郎。

## 経歴
1988年、文化服装学院スタイリスト科卒業後、渡英。ロンドンのバイアム・ショウ美術学校（Byam Shaw School of Drawing and Painting）、1989年から1992年にはチェルシー美術大学（ロンドン芸術大学Chelsea college of art and design）で学ぶ。同年、ホイットニー美術館（ニューヨーク）が運営する独立作家助成プログラムで学び、1993年から作品を発表する。
1995年3月 - 4月には画廊アメリカン・ファイン･アート（ニューヨークAmerican Fine Arts, Co.）で初の個展を開催し、同年9月に日本で初の個展「MADE IN JAPAN」を東京の資生堂ギャラリーで開いた。
1996年のグルノーブル美術館現代美術展（フランス）を皮切りにアメリカやヨーロッパ各地で個展を開催する。1999年にミラノ（イタリア）のプラダ財団法隆寺夢殿をモチーフにした映像体験型インスタレーション「ドリーム・テンプル」を展示した。
2002年に母国日本で初の大規模な個展「森万里子 ピュアランド」（東京都現代美術館）が催されると「ドリーム・テンプル」も設置される。 
2005年の第51回ヴェネツィア・ビエンナーレに参加して「Wave UFO」を展示。2007年にはグローニンガー美術館（オランダ）で回顧展が開かれる。

## 主要作品
- 『プレイ・ウィズ・ミー』（1994年）
- 『ティー・セレモニー』（1994年）
- 『サブウェイ』（1994年）
- 『スター誕生』（1995年）
3作品とも被写体は奇抜な服装に身を包んだ作者自身であり、アニメ、コスプレ、オタク文化といった日本のポップ・カルチャーを強く意識した。「プレイ・ウィズ・ミー」では日本のアニメに登場する女性戦士のような服装をした作者が東京の秋葉原と思しきゲームソフト店の店頭に立っている。
- 『エソテリック・コスモス』（宇宙の秘儀）（1996 - 1998年）
「エントロピー・オブ・ラブ」（Entropy of Love）、「バーニング・デザイアー」（Burning Desire）、「ミラー・オブ・ウォーター」（Mirror of Water）、「ピュア・ランド」（Pure Land）の4点からなる写真作品。それぞれアリゾナの砂漠、ゴビ砂漠の火焔山、フランスのミラージュの洞窟、死海の風景を背景に、菩薩に扮した作者が二重写しになっている。それぞれ、受胎、修行、悟り、涅槃を表したものという[要出典]。
- 『リンク・オブ・ザ・ムーン（巫女の祈り）』（1996年）
作者自身が登場する映像作品。白づくめの服装で髪の色を白く変えて白いコンタクトレンズをつけた作者が巫女に扮し、ガラスの球体をまさぐる。
- 『ニルヴァーナ』（1997年）
1997年、ヴェネツィア・ビエンナーレで優秀賞を得た3Dビデオ作品。タイトルは「涅槃」の意である。飛天に扮した作者自身と平等院の雲中供養菩薩をアニメ化したようなCGの菩薩たちが空間を飛翔する。
- 『ドリーム・テンプル』（1999年）　  
ガラス製の小建築で、夢殿つまり奈良県法隆寺にある平面八角形の奈良時代の建物を模した。屋根から階段まで特殊ガラスで造られ、鑑賞者は1人ずつ内部に設置した球体の中に入って、CGとバーチャルリアリティ、3D音響などを駆使した4分44秒間の「バーチャル瞑想」を体験する。
- 『Wave UFO』（2003年）

- - 第51回ヴェネツィア・ビエンナーレ（2005年）出品作。

- 『Tom Na H-iu』（トムナフーリ）（2006年）
  - 豊島（香川県）に設置（2010年）[1]
- 『プラントオパール』（2009年）、六本木ヒルズ[1]

## 主な展覧会
- 「Mariko Mori」アメリカン・ファイン･アート（ニューヨーク）、1995年3月18日 - 4月15日
- 「MADE IN JAPAN」資生堂ギャラリー（東京）、1995年9月12日 - 9月30日
- 「Mariko Mori」グルノーブル美術館（フランス）、1996年6月23日 - 9月8日
- 「Mirage」ギャラリー小柳（東京）、1997年5月7日 - 5月27日
- 「Mariko Mori: Dream Temple」プラダ財団（イタリア、ミラノ）[1]1999年5月22日 - 6月15日
- 「MIRACLE」ギャラリー小柳、2001年5月30日 - 6月30日
- 「森万里子 ピュアランド」展、東京都現代美術館[1]、2002年1月19日 - 3月24日
- 「WAVE UFO」ブレゲンツ美術館（オーストリア[1]）、2003年
- 「森万里子—縄文／光の化石トランスサークル」展、東京大学総合研究博物館分館、2004年[2] 「森万里子Tom Na H-iu（トムナフーリ）」、SCAI THE BATHHOUSE（東京）、2006年4月21日 - 6月3日
- 「縄文　光の化石　トランスサークル」展、京都造形芸術大学附属康耀堂美術館、2006年7月7日 - 9月18日
- 「Oneness」、グローニンガー美術館、2007年4月29日 - 9月2日、アロス美術館（英語版）（デンマーク）2007年10月12日 - 2008年1月27日

## 主な受賞
- 1997年　第47回ヴェネツィア・ビエンナーレ優秀賞（Menzioni d'onore）。3Dビデオ作品「ニルヴァーナ」[1]